# Брайс-Каньйон (національний парк)
Національний парк «Каньйон Брайс» (англ. Bryce Canyon National Park, вимова МФА: [ˈbraɪs]) — національний парк, розташований на південному заході штату Юта в США. У межах парку знаходиться каньйон Брайс, завдяки якому парк і отримав назву, дарма що насправді це не каньйон, а гігантський природний амфітеатр, створений ерозією східної сторони плато Пансугант.

## Опис
Парк відомий геологічними структурами «гуду», сформованими дією вітру, води, і крижаної ерозії осадкових порід дна річки або озера. Яскраві червоні, помаранчеві й білі кольори скель творять своєрідне враження на відвідувачів.
Брайс розташований набагато вище, ніж прилеглі національні парки Великий каньйон та  Зайон. Висота краю каньйону варіюється від 2400 до 2700 метрів, у той час як південний край Великого каньйону розташований на висоті 2100 метрів над рівнем моря. Таким чином територія парку сильно відрізняється  екологією та кліматом, створюючи контраст для відвідувачів, які часто поєднують відвідування трьох парків в одній поїздці.

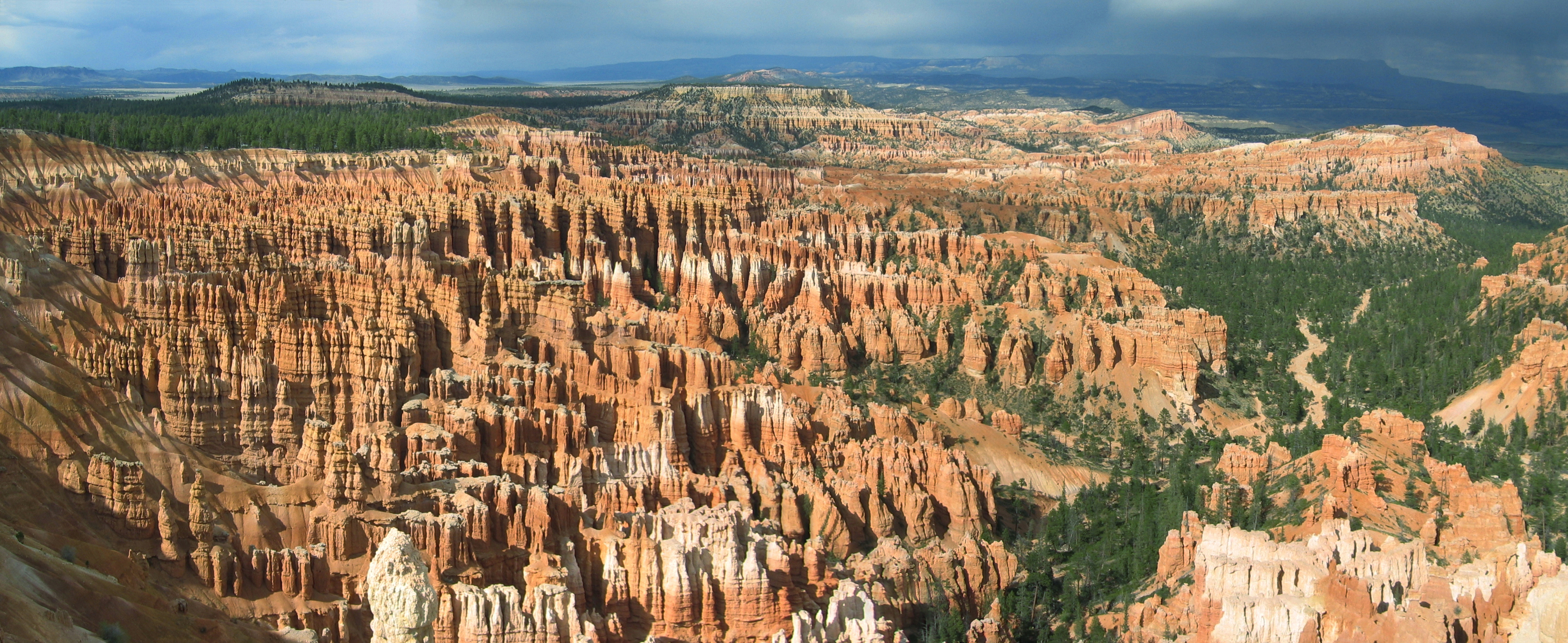
Один з амфітеатрів парку.

Територія поблизу каньйону була населена піонерами-мормонами у 1850-ті роки. Він був названий на честь Ебенезера Брайса, який заснував садибу в цьому районі в 1875 році. Територія навколо каньйону Брайс стала національним пам'ятником у 1924, а потім, у 1928 році, — національним парком. За кількістю відвідувачів парк поступається національним паркам Великий Каньйон та  Зайон, в основному через свою віддаленість. Місто Канаб, Юта, розташоване в центрі між трьома парками.